# Jakob Gronovius
Pour les articles homonymes, voir Gronovius.
Jakob Gronovius, Jacobus Gronovius ou Jacob Gronow (10 octobre 1645 à Deventer, Pays-Bas - 21 octobre 1716 à Leyde, Pays-Bas) est un philologue, archéologue, historien et géographe hollandais.

## Biographie
Il est le fils de Johann Friedrich Gronovius et d'Aleyda ten Nuyl de Deventer et le père du botaniste Jan Frederik Gronovius et du philologue Abraham Gronovius. Sa famille s'est déplacée à Leyde en 1658 et il s'est marié avec Anna van Vredenburch de Rotterdam le 5 mai 1680.
Gronovius est connu comme l'éditeur du Thesaurus Graecarum antiquitatum, ouvrage en 13 vol.  publié de 1697 à 1702.

## Œuvres
- Gemmae et sculpturae antiquae depictae ab Leonardo Augustino Senensi addita earum enarratione, 1685, Amsterdam
- Abrahami Gorlaei Antverpiani Dactyliothecae, seu annulorum sigillarium ... pars prima, cum explicationibus Jacobi Gronovii, 1695, Leyde
- Abrahami Gorlaei Antverpiani Dactyliothecae. Pars Secunda, seu variarum gemmarum ... cum succincta singularum explicatione Jacobi Gronovii, 1695, Leyde
- Thesaurus Graecarum antiquitatum, in quo continentur effigies virorum ac foeminarum illustrium ... , adjecta brevi descriptione singulorum ..., volumes 1-3, 1697-1698, Leyde
- Thesaurus Graecarum antiquitatum, continens libros erudite & operose per varias aetates scriptos ..., volumes 4-12, 1698-1702, Leyde